# Oberste Mühle (Ederbringhausen)
Die ehemalige Oberste Mühle Ederbringhausen in Ederbringhausen, einem Ortsteil in der Großgemeinde Vöhl im nordhessischen Landkreis Waldeck-Frankenberg in Hessen, befindet sich nordwestlich der Ortslage von Ederbringhausen an einem von der Orke abzweigenden Mühlgraben, dem Sasselbach. Sie ist über die Orketalstraße (K 85) und die direkt gegenüber der Straße Im Sasselbach abzweigende Hofeinfahrt erreichbar.
Die Oberste Mühle in Ederbringhausen ist in einer Karte aus den Jahren 1708/10 ohne Namensnennung eingetragen (Schleenstein, Landesaufnahme, Karte Nr. 17). Sie besteht aus einem Gebäudekomplex mit drei Gebäuden und gliedert sich in die beiden Wirtschaftsgebäude und ein Wohnhaus auf, welche den zwischen den Gebäuden vorhandenen Innenhof umschließen. Das vormalig betriebene Wasserrad war im östlichen Wirtschaftsgebäude der Mühle am Mühlgraben (Sasselbach) mit einem oberschlächtigen Mahlgang als Getreidemühle errichtet und wurde im Jahr 1972 durch einen Umbau mit einer Turbine zur Herstellung von Elektrizität ausgestattet. 
Der zur Dorfseite abschließende Bauteil der Mühle ist der älteste erhaltene Teil aus der Mitte des 18. Jahrhunderts, eine mit Schiefer an drei Seiten verkleidete Fachwerkscheune mit zwei Geschossen. An den Eckständern wurde sie mit Mannfiguren ausgesteift und mit einem regelmäßigen Fachwerkgefüge im Obergeschoss errichtet. Das zweite Wirtschaftsgebäude ist ebenfalls eine Fachwerkscheune, welche aus der Mitte des 19. Jahrhunderts stammt und aus einem Bruchsteinuntergeschoss, einfachen geschosshohen Streben und einer der Bauzeit entsprechenden Ziegelausfachung errichtet wurde. Sie wurde auf dem zur Straße liegenden Grundstücksteil errichtet und umschließt mit der älteren Scheune das mittig auf dem Grundstück errichtete Wohnhaus aus der Mitte des 19. Jahrhunderts. Es besitzt ein erneuertes Erdgeschoss, ein Fachwerkobergeschoss mit einem flachen Walmdach und mit Schiefer verkleidetem Zwerchhaus.
Für den Siedlungsplatz wurde für das Jahr 1885 ein Wohnhaus mit sieben Bewohnern aufgezeichnet. Die Oberste Mühle Ederbringhausen ist im Denkmalverzeichnis des Landesamts für Denkmalpflege Hessen als Kulturdenkmal aus geschichtlichen Gründen eingetragen.